# 송준근
송준근(1980년 3월 18일 ~ )은 대한민국의 희극인이다.

## 학력
- 서울우이초등학교 (졸업)
- 인수중학교 (졸업)
- 신일고등학교 (졸업)
- 경희대학교 국제경영학과 (학사)

## 생애
송준근은 1980년 3월 18일 대한민국 서울특별시 강북구 수유동에서 태어나 경희대학교 국제경영학부를 졸업했으며, 2007년 KBS 22기 공채 개그맨으로 정식 데뷔했다. 소속사는 제이제이엔터테인먼트로, 개그콘서트에서 느끼한 캐릭터로 자주 나왔다. 유상무와 동창이고 김성원과 더불어 외국인 역할 전문 개그맨이기도 하다. 실제로 그는 미국에 1년간 거주한 적이 있다고 한다.

## 출연작

### 예능
- KBS2《개그사냥》
- KBS2《개그콘서트》
  - 〈봉숭아학당〉 곤잘레스, 문 교장 역
  - 〈준교수의 은밀한 매력〉 준교수 역
  - 〈생활의 발견〉 신보라의 남자친구 역
  - 〈집중토론〉
  - 〈공부의 신〉 영어 선생님 역
  - 〈K-JOB 스타〉 YG 사장 역
  - 〈참으show〉 진행자 역
  - 〈국내최초 세계최초〉
  - 〈굿모닝 한글〉 외국인 역
  - 〈OTL〉
  - 〈9시쯤 뉴스〉 아나운서 역
  - 〈송이병 뭐하냐〉 송이병 역
  - 〈사랑의 병원〉
  - 〈병원 25시〉
  - 〈만수르〉 만수르 역
  - 〈시청률의 제왕〉
  - 〈생각대로 쇼!〉
  - 〈속풀이강사 송강사〉
  - 〈악성 바이러스〉 김은영 역
  - 〈도움상회〉
  - 〈교무회의〉 국어교사 역 → 과학교사 역
  - 〈슈퍼스타 KBS〉
  - 〈Mr. 뺀〉
  - 〈EBS 드라마〉
  - 〈마이더스 황〉
  - 〈쩨쩨한 로맨스〉
  - 〈멘붕스쿨〉 선생님 역
  - 〈비호행〉 안내방송 역
  - 〈신사동 노랭이〉
  - <나는 아빠다> 채윤이 아빠
  - 〈소름〉 산악구조대원 역
  - 〈맛있는 한국어〉 근이 역
  - 〈귀막힌 경찰서〉 정신나간 형사 역
  - 〈댄수다〉 카를로스 역
  - 〈숨은 표절찾기〉
  - 〈닭치高〉 똑닭 선생 역
  - 〈억수르〉 억수르 역
  - 〈서툰 사람들〉 사장 역
  - 〈핫이슈〉 신문사 국장 역
  - 〈민상토론〉
  - 〈아름다운 구속〉 경찰서장 역
  - 〈갑툭튀〉
  - 〈웰컴 투 코리아〉
  - 〈가족같은〉
  - 〈이럴 줄 알고〉
  - 〈무.리.텔 (무비 리틀 텔레비전)〉
  - 〈평양의 후예〉 대장 역
  - 〈세.젤.예 (세상에서 제일 예민한 사람)〉 손님 역
  - 〈민상토론2〉 진행자 역
  - 〈신랑입장〉
  - 〈힘을 내요! 슈퍼 뚱맨〉 악당 제로엑스 역
  - 〈배틀트집〉 감독 역
  - 〈잉?터뷰〉 감독 역
  - 〈감동시대〉 사장 역
  - 〈SKY캔슬〉
  - 〈敏相訴訟〉 변호사
  - 〈국제유치원〉한국 역
- KBS2 《스타골든벨》
- MBC 《행복주식회사》 (게스트 with 거미)
- KBS2 《청춘불패》
- MBC every1 《복불복 Ⅱ》
- MBC MUSIC 《하하의 19TV 하극상》

### 시사·교양
- KBS1 《소비자고발》 (똑소리) (소중남)
- KBS1 《TV는 사랑을 싣고》 (게스트)
- KBS1 《6시 내고향》[힘내라전통시장] 패널
- YTN 《뉴스N이슈 - 이슈앤피플》
- TV조선 《나의 영웅》

### 영화
- 2009년 《유감스러운 도시》 김덕배 역

### 드라마
- 2012년 KBS2 《넝쿨째 굴러온 당신》 - 남자배우 역 (특별출연)
- KBS2 《드라마 스페셜 연작시리즈 - 락 ROCK 樂》

### 음반 활동
- 2008년 그룹 지존(앨범) - 시러(타이틀곡), 사이, 넌 남이아냐
- 2010년 그룹 지존(앨범) - 라스베가스 베이비(타이틀곡)
- 2013년 그룹 더 트리븃(앨범) - 바람을 타고(타이틀곡), 꿈속의 나의집

## 유행어

### 《개그콘서트》
- 라따 라따 알아따(봉숭아학당)
- Would you, please, 닥쳐줄래?(준교수의 은밀한 매력)
- Would you, please, 꺼져줄래?(준교수의 은밀한 매력)
- Would you, please, 만나줄래?(준교수의 은밀한 매력)
- Would you, please, 기억해줄래?(준교수의 은밀한 매력)
- Would you, please, 돌아와줄래?(준교수의 은밀한 매력)
- 쌈싸먹어!~(준교수의 은밀한 매력)
- 쌈싸줘!~(준교수의 은밀한 매력)
- **한 거아~(준교수의 은밀한 매력)
- 김덕뱀다~(김덕배입니다)(집중토론)
- 우리 헤어지자(생활의 발견)
- 닥쳐라 수학.(교무회의)
- 왜 저래? 요즘 애들 왜 저래?(멘붕스쿨)
- 얘가 제일 문제야! 일본에서 온 갸루상~(멘붕스쿨)
- 너 대체 정체가 뭐야~?(멘붕스쿨)
- 아휴! 이놈의 학교는 뭐 제대로 된 학생이 없냐?(멘붕스쿨)
- 노래 나왔어~!(신사동 노랭이)
- 이삐이삐 입다물어!!(신사동 노랭이)
- 딸!(나는 아빠다)
- 야! 서대원 정신차려!(소름)
- 꺄아아아아아아아아아악!(소름)
- 어때요? 이 표현도 맛있죠?(맛있는 한국어)
- 알겠어~(귀막힌 경찰서)
- 닭치고~~(닭치高)
- 수업을 시작 하겠어요.(닭치高)
- 잘했어요(닭치高)
- 오늘 수업 끝끼오~(닭치高)
- 소박해~(억수르)
- 나미다!(억수르)
- ** 사줄게!(억수르)
- 장난 아닌데 왜 이래?(억수르)
- 아빠를 봤으면 인사해야 될 거 아냐?(억수르)
- 이 자식이!! 니가 거지야???(억수르)
- 돈 있어도 억수르 힘들다.(억수르)
- 이럴 줄 알고~ **를 준비했지!(이럴 줄 알고)
- 이럴 줄 알고~ **로 바꿔놨지!(이럴 줄 알고)
- 뭐야!!! 이 자식아!!!(이럴 줄 알고)
- 저 ~ 아니에요!(세.젤.예)
- 왜? 난 ~아니니깐!(세.젤.예)
- 뭐 잘못됐습니까?(세.젤.예)
- **이 먼저다. (봉숭아학당)
- 사랑해요.(봉숭아학당)
- 국민 여러분 복 많이 받으세요. 복복복복~(봉숭아학당)
- 아니, 나만 **을 할거야! (송준근)

## 수상
- 2009년 6월 2일 1대 100 106회 100인 중 우승
- 2016년 KBS 연예대상 코미디부문 최우수코너상
- 2018년 KBS 연예대상 코미디부분 남자 우수상

## 가족 관계
- 배우자 : 윤미영
  - 딸 : 송채윤 (2012년 1월 25일 ~ )